# 烏帽子小屋

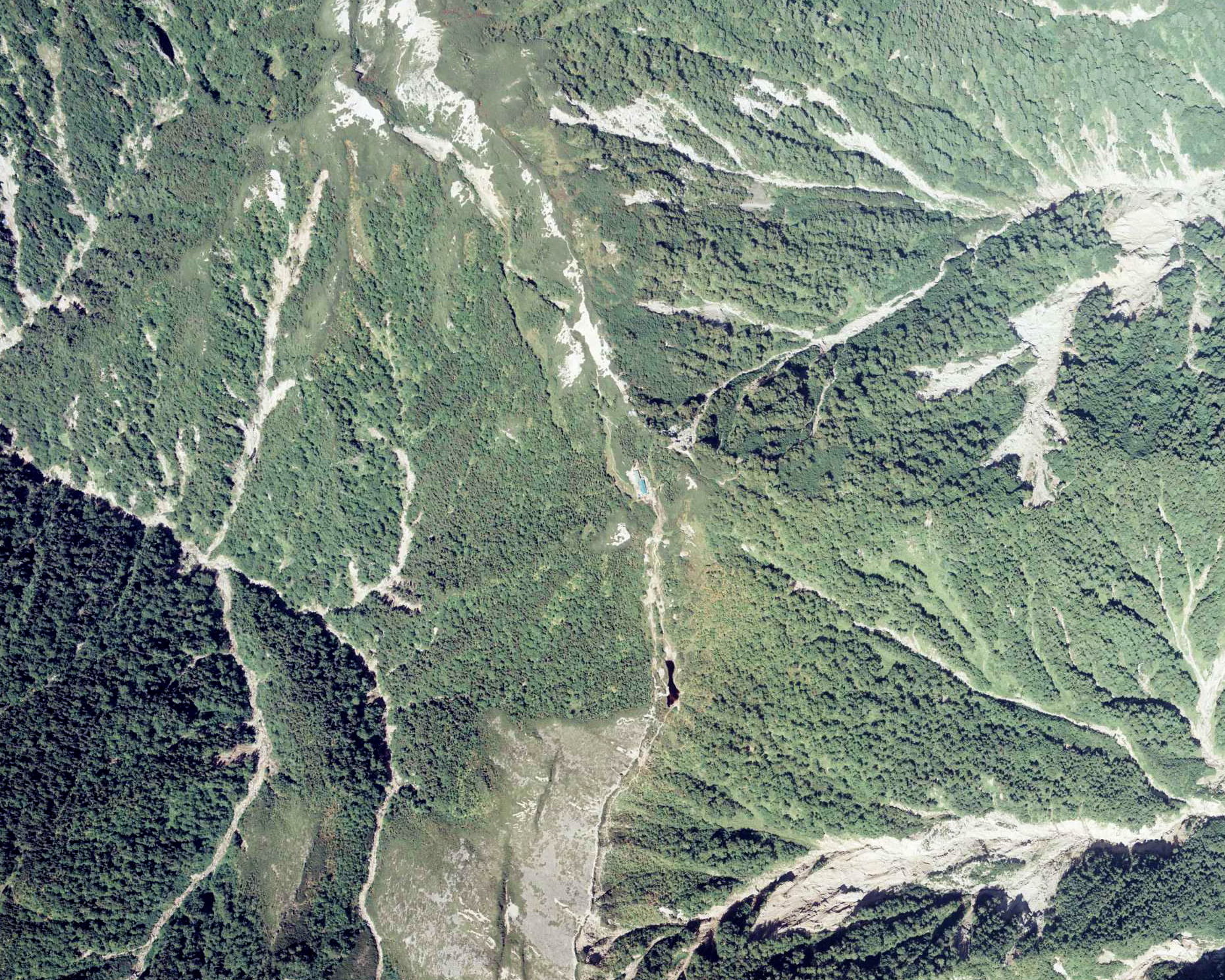
烏帽子小屋周辺の空中写真。画像中央の青い屋根の小さな建物が小屋。1977年9月16日撮影。。

烏帽子小屋（えぼしごや 北緯36度28分13秒 東経137度39分22秒 / 北緯36.470381度 東経137.656031度）は、富山県富山市にある1924年（大正13年）創業の山小屋である。北アルプスの裏銀座縦走コースの起点となる。富山県と長野県の県境となっている烏帽子岳と野口五郎岳を結ぶ飛騨山脈の主稜線から、長野県側の高瀬ダムへ続くブナ立尾根が分かれる標高2,551mの地点にある。烏帽子岳(北緯36度28分46秒 東経137度39分03秒 / 北緯36.479505度 東経137.650913度)との標高差は約80m。ブナ立尾根の登山口(北緯36度28分38秒 東経137度40分40秒 / 北緯36.477167度 東経137.677789度)との標高差は約1,200m。テント場がある(2020年は利用禁止)。

## 周辺
- 烏帽子岳
- 烏帽子池(北緯36度28分40秒 東経137度39分06秒 / 北緯36.477891度 東経137.651632度)
- 四十八池(北緯36度28分58秒 東経137度39分09秒 / 北緯36.482718度 東経137.652490度)

## 近隣の山小屋
- 野口五郎小屋(北緯36度26分10秒 東経137度38分18秒 / 北緯36.436247度 東経137.638242度)
- 船窪小屋(北緯36度30分23秒 東経137度41分43秒 / 北緯36.506478度 東経137.695261度)